# NHL Foundation Player Award

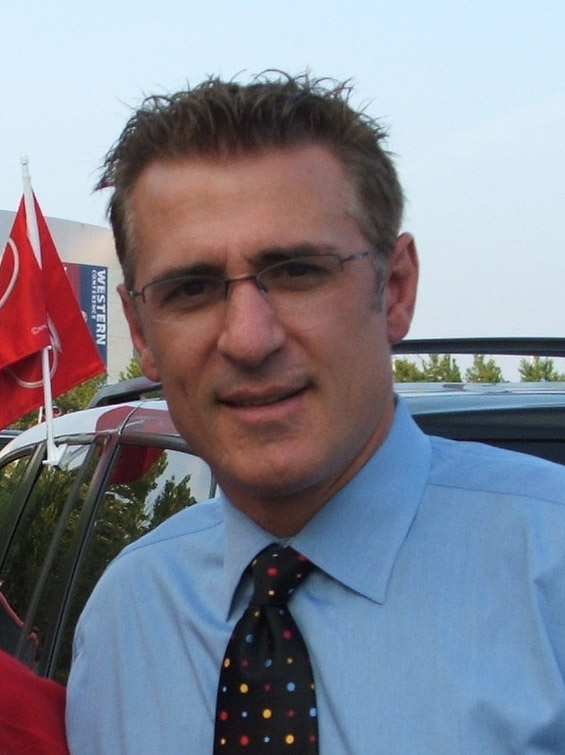
Ron Francis vann priset år 2002.

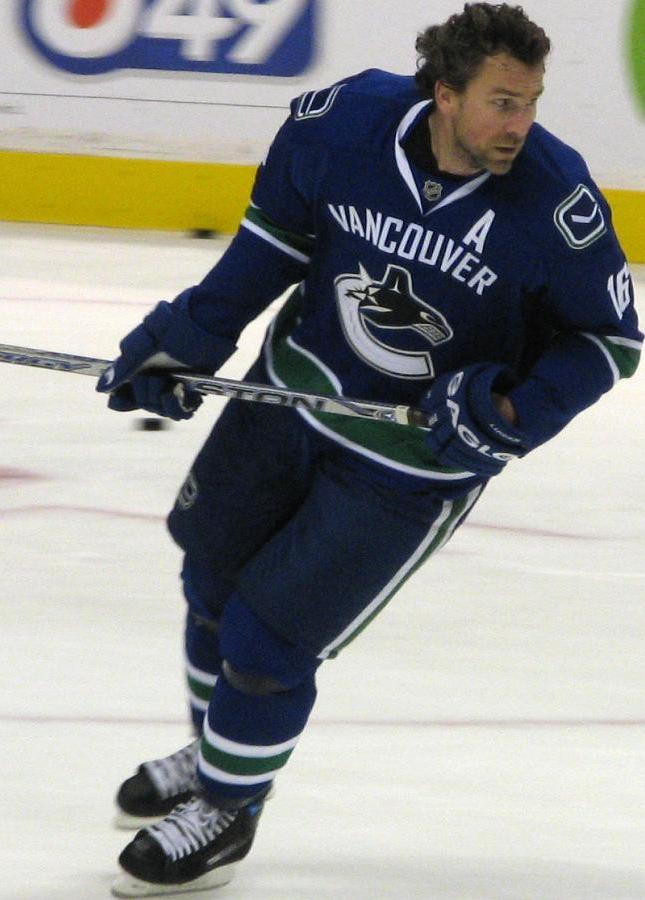
Trevor Linden vann priset år 2008.

NHL Foundation Player Award delas ut årligen till den spelare i NHL som "uppvisar ishockeyns värdegrund – engagemang, uthållighet och lagarbete – för att berika livet för människorna i hans gemenskap". Priset delades ut första gången 1998 och vinnare var St. Louis Blues-forwarden Kelly Chase.
Vinnaren får ett bidrag på 25 000 dollar i syfte att hjälpa välgörenhetsorganisationer som vinnaren stöder. Många spelare har blivit tilldelade priset till följd av stora bidrag till välgörande ändamål. Till exempel fick Vincent Lecavalier utmärkelsen år 2008 för att ha bidragit med 3 miljoner dollar för att bygga ett center för cancer- och blodsjukdomar på All Children’s Hospital i Saint Petersburg, Florida.
Priset är nära besläktat med King Clancy Memorial Trophy som båda delas ut till en spelare som har gjort ett betydande humanitärt bidrag till sitt samhälle.

## Vinnare
| * | Spelare som fortfarande är aktiv |
| × | Invald i Hockey Hall of Fame     |

| Säsong     | Spelare             | Land              | Position          | Lag                   | Källa             |
| ---------- | ------------------- | ----------------- | ----------------- | --------------------- | ----------------- |
| 1997-98    | Kelly Chase         | Kanada            | Högerforward      | St. Louis Blues       | [ 5 ]             |
| 1998-99    | Rob Ray             | Kanada            | Högerforward      | Buffalo Sabres        | [ 6 ]             |
| 1999-00    | Adam Graves         | Kanada            | Vänsterforward    | New York Rangers      | [ 7 ]             |
| 2000-01    | Olaf Kolzig         | Tyskland          | Målvakt           | Washington Capitals   | [ 8 ]             |
| 2001-02    | Ron Francis×        | Kanada            | Center            | Carolina Hurricanes   | [ 9 ]             |
| 2002-03    | Darren McCarty      | Kanada            | Högerforward      | Detroit Red Wings     | [ 10 ]            |
| 2003-04    | Jarome Iginla*      | Kanada            | Högerforward      | Calgary Flames        | [ 11 ]            |
| 2004-05[a] | Säsongen inställd   | Säsongen inställd | Säsongen inställd | Säsongen inställd     | Säsongen inställd |
| 2005-06    | Marty Turco*        | Kanada            | Målvakt           | Dallas Stars          | [ 12 ]            |
| 2006-07    | Joe Sakic×          | Kanada            | Center            | Colorado Avalanche    | [ 13 ]            |
| 2007-08[b] | Vincent Lecavalier* | Kanada            | Center            | Tampa Bay Lightning   | [ 1 ]             |
| 2007-08[b] | Trevor Linden       | Kanada            | Högerforward      | Vancouver Canucks     | [ 1 ]             |
| 2008-09    | Rick Nash*          | Kanada            | Vänsterforward    | Columbus Blue Jackets | [ 14 ]            |
| 2009-10    | Ryan Miller*        | USA               | Målvakt           | Buffalo Sabres        | [ 10 ]            |
| 2010-11    | Dustin Brown*       | USA               | Högerforward      | Los Angeles Kings     | [ 10 ]            |
| 2011-12    | Mike Fisher*        | Kanada            | Center            | Nashville Predators   | [ 15 ]            |
| 2012-13    | Henrik Zetterberg*  | Sverige           | Center            | Detroit Red Wings     | [ 16 ]            |
| 2013-14    | Patrice Bergeron*   | Kanada            | Center            | Boston Bruins         | [ 17 ]            |
| 2014-15    | Brent Burns*        | Kanada            | Back              | San Jose Sharks       |                   |
| 2015-16    | Mark Giordano*      | Kanada            | Back              | Calgary Flames        |                   |
| 2016-17    | Travis Hamonic*     | Kanada            | Back              | New York Islanders    |                   |

Noter
- a  Inget pris delades ut på grund av NHL-lockouten 2004-05.
- b  Två spelare tilldelades priset gemensamt